# Wal Fall
Wal Fall (* 8. September 1992 in Frankfurt am Main) ist ein deutsch-senegalesischer Fußballspieler, der vorrangig in der Abwehr als Innenverteidiger eingesetzt wird, aber auch als defensiver Mittelfeldspieler agieren kann.

## Karriere
Wal Fall spielte in seiner Jugend für den SV Bonames, die SG Höchst, den VfB Unterliederbach und für die C-Jugend des SV Wehen Wiesbaden. Nach einem Jahr wechselte er in die B-Jugend des 1. FSV Mainz 05, mit der er in der Saison 2008/09 in der U-17-Bundesliga spielte. Dort kam er zu 19 Einsätzen und erzielte drei Tore.
Im Sommer 2009 kehrte er zum SV Wehen Wiesbaden zurück, da er nach dem Abstieg der Mainzer nicht mehr berücksichtigt werden sollte. Dort wurde er am 20. November 2011 erstmals in der zweiten Mannschaft in der Regionalliga Süd eingesetzt. Aufgrund seiner positiven Entwicklung bestritt er in der Winterpause 2010/11 die Vorbereitung auf die Rückrunde in Andalusien mit der Profimannschaft und konnte dabei Trainer Gino Lettieri überzeugen. Obwohl noch für die U-19 spielberechtigt, debütierte Fall in der Saison 2010/11 für die Profimannschaft in der 3. Liga am 11. Februar 2011, dem 24. Spieltag der Saison, im Heimspiel gegen Eintracht Braunschweig (0:2) in der Startelf.
Im Sommer 2011 wechselte Fall zu der zweiten Mannschaft des 1. FC Nürnberg in die Regionalliga Süd, für die er am 8. August 2011 unter Michael Wiesinger im Spiel gegen die zweite Mannschaft des FC Bayern München debütierte und sich daraufhin zum Stammspieler entwickelte.
Ende August 2012 verpflichtete der Regionalligist SV Waldhof Mannheim Fall. Er unterschrieb einen Einjahresvertrag bis Ende Juni 2013. Dort war er Stammspieler, fiel jedoch aufgrund eines Bänderrisses Ende 2012 einige Monate aus.
Zur Saison 2013/14 wechselte Fall ablösefrei zum österreichischen Zweitligisten SC Austria Lustenau und im Sommer 2015 zum BSV Rehden. Nach Stationen in Rochester (New York), Ottawa und St. Louis spielt er seit 2021 in Oakland.

## Erfolge
- Aufstieg U-19-Bundesliga (2010)
- Hessenmeister U-19 (2010)

## Privates
Wal Fall stammt aus einer Sportlerfamilie. Sein Cousin ist der US-amerikanische Fußballprofi Jermaine Jones. Sein Onkel Malick Fall (1968–2023) war in den Achtziger- und Neunzigerjahren Spieler in der französischen Ligue 1 und Ligue 2 und sein Vater Dennis senior in den Sechzigerjahren in Senegal als Basketballspieler aktiv. Auch sein älterer Bruder Dennis junior (* 1981) spielte Fußball; der Torwart kam aber nicht über Amateurniveau hinaus.